# گمینا گروجچنو
گمینا گروجچنو (به لهستانی:  Gmina Grodziczno) یک گمینا در لهستان است که در شهرستان نووه میاستو واقع شده‌است. گمینا گروجچنو ۱۵۴٫۲۷ کیلومتر مربع مساحت و ۶٬۳۹۲ نفر جمعیت دارد.